# Antoine-François-Claude Ferrand
Pour les articles homonymes, voir Ferrand.
Antoine François Claude Charles, comte Ferrand (4 juillet 1751 à Paris - 17 janvier 1825 à Paris), est un homme politique, auteur politique, dramaturge, ministre d'État et pair de France.

## Biographie
Il est le fils du conseiller au parlement de Paris Michel Antoine Germanique Ferrand, seigneur du Vernai, et de Catherine Elisabeth Nouët.
Il est conseiller au parlement de Paris de 1769 à la Révolution (sauf pendant la période de la réforme Maupeou). En 1787-1788, il se discrédite auprès de ses collègues en soutenant la réforme du garde des Sceaux Lamoignon. Il s'efforce en vain d'empêcher la convocation des états généraux.
Son attachement à la monarchie absolue le pousse à émigrer en 1790. Pendant l'émigration, il fait partie du conseil du prince de Condé.
Rentré en 1801, il partage ses loisirs entre les lettres et les travaux politiques. Il a pendant un temps la confiance de Louis XVIII, qui le nomme ministre d'État, directeur des postes, et qui même le consulte pour la rédaction de la Charte. Il est surnommé « le Marat blanc,».
Il est nommé par ordonnance en 1816 membre de l'Académie française.
Son épouse, Marie Denise Rolland, est la fille du magistrat au parlement Barthélemy-Gabriel Rolland d'Erceville.
Sa sœur Elisabeth Michèle Charlotte Ferrand épouse en 1775 Louis Christophe Hericart de Thury (1738-1810), il devient l'oncle de Louis-Étienne Héricart de Thury.
Il est lié à la famille Balzac. Honoré s'inspire de lui pour créer le « comte Fontaine », père d'Émilie de Fontaine, personnage principal du Bal de Sceaux. Il en parle dans sa lettre à sa sœur Laure datée du 6 septembre 1819 (Pléiade Corr. 19-4).

## Œuvres
- Essai d'un citoyen. - [S.l.] : [s.n.], [s.d. (ca 1789)] [BM de Senlis]
- Le dernier coup de la ligue, ca 1790 [BM de Senlis]
- Les Conspirateurs démasqués. Par l'auteur de Nullité et despotisme.****. - A Turin : [s.n.], 1790 [BM de Senlis]
- État actuel de la France. - Paris : [s.n.], 1790 [BM de Senlis]
- Le rétablissement de la monarchie, septembre 1793. [BNF]
- Éloge funèbre de Mme Élisabeth, sœur de Louis XVI (1795)
- L'Esprit de l'histoire, ou Lettres d'un père a son fils sur la manière d'étudier l'histoire (4 volumes, 1802)
- Éloge historique de Madame Élisabeth de France (1814)
- Œuvres dramatiques (1817)
- Théorie des révolutions rapprochée des principaux événements qui en ont été l'origine, le développement ou la suite (4 volumes, 1817)
- Histoire des trois démembrements de la Pologne, pour faire suite l'Histoire de l'anarchie de Pologne par la Russie (3 volumes, 1820)
- Mémoires du Comte Ferrand, ministre d'Etat sous Louis XVIII, publiés pour la Société d'histoire contemporaine par le vicomte de Broc A. Picard et fils, Paris, Alphonse Picard et fils, 1897 .

## Sources
- « Antoine-François-Claude Ferrand », dans Adolphe Robert et Gaston Cougny, Dictionnaire des parlementaires français, Edgar Bourloton, 1889-1891 [détail de l’édition]

Cet article comprend des extraits du Dictionnaire Bouillet. Il est possible de supprimer cette indication, si le texte reflète le savoir actuel sur ce thème, si les sources sont citées, s'il satisfait aux exigences linguistiques actuelles et s'il ne contient pas de propos qui vont à l'encontre des règles de neutralité de Wikipédia.